# Marolles (Oise)
Marolles – miejscowość i gmina we Francji, w regionie Hauts-de-France, w departamencie Oise.
Według danych na rok 1990 gminę zamieszkiwały 612 osoby, a gęstość zaludnienia wynosiła 46 osób/km² (wśród 2293 gmin Pikardii Marolles plasuje się na 458. miejscu pod względem liczby ludności, natomiast pod względem powierzchni na miejscu 257.).